# Anastoechus nivifrons
Anastoechus nivifrons är en tvåvingeart som först beskrevs av Walker 1871.  Anastoechus nivifrons ingår i släktet Anastoechus och familjen svävflugor. Inga underarter finns listade i Catalogue of Life.